# 桂神星
桂神星（41 Daphne）是第41颗被人类发现的小行星，于1856年5月22日发现。桂神星的直径为174.0千米，质量为5.5×1018千克，公转週期为1679.618天。桂神星有一颗名为佩纽斯（Peneius）的卫星，其直徑小於2公里，公轉週期約為1.1天。
桂神星以希臘神話的寧芙达佛涅命名。